# Championnat de Russie de football de troisième division 2022-2023
Navigation
Édition précédente Édition suivante
La saison 2022-2023 de la Vtoraïa Liga est la trente-et-unième édition de la troisième division russe. C'est la douzième édition à suivre un calendrier « automne-printemps » à cheval sur deux années civiles. Elle voit la compétition reprendre son nom historique, Vtoraïa Liga en vigueur entre 1992 et 1997, qui remplace donc l'appellation FNL-2 utilisée la saison précédente. 
Elle prend place entre le 15 juillet 2022 et le 10 juin 2023, et comprend une trêve hivernale dont la durée varie en fonction des différents groupes.
Les 72 clubs participants sont répartis en quatre groupes établis selon des critères géographiques et contenant 12 à 24 équipes chacune. En fin de saison, le vainqueur de chaque groupe est directement promu en deuxième division tandis que le dernier est relégué en quatrième division. Il faut cependant noter que cette relégation est rarement effective dans les faits, les clubs finissant derniers n'ayant en réalité qu'à renouveler leur licence professionnelle pour rester dans la compétition pour la saison suivante.

## Compétition

### Règlement
Le classement est établi sur le barème de points suivant : trois points pour une victoire, un pour un match nul et aucun pour une défaite. Pour départager les équipes à égalité de points, les critères suivants sont utilisés :
1. Confrontations directes (points, matchs gagnés, différence de buts, buts marqués, buts marqués à l'extérieur)
2. Nombre de matchs gagnés
3. Différence de buts générale
4. Buts marqués (général)
5. Buts marqués à l'extérieur (général)

### Groupe 1
Le groupe 1 est divisé en deux phases distinctes. La première voit les 14 participants s'opposer à deux reprises pour un total de vingt-six matchs joués pour chaque. À l'issue de ces rencontres, les six meilleures équipes sont qualifiées pour la phase finale et s'affrontent à nouveau par deux fois pour déterminer le vainqueur de la poule.

#### Participants
Durant l'intersaison, le Legion-Dinamo Makhatchkala change de nom pour devenir simplement le Legion Makhatchkala.
Légende des couleurs
- Relégué d'une division supérieure

| Club                       | D3 depuis | Classement 2021-2022 |
| -------------------------- | --------- | -------------------- |
| Rotor Volgograd            | 2022      | 18 (D2)              |
| SKA Rostov                 | 2015      | 2                    |
| Tchaïka Pestchanokopskoïe  | 2021      | 3                    |
| Forte Taganrog             | 2020      | 4                    |
| Tchernomorets Novorossiisk | 2012      | 5                    |
| Kouban Holding Pavlovskaïa | 2020      | 6                    |
| Legion Makhatchkala        | 2016      | 7                    |
| Biolog-Novokoubansk        | 2011      | 8                    |
| Spartak Naltchik           | 2017      | 10                   |
| Droujba Maïkop             | 1999      | 11                   |
| Machouk-KMV Piatigorsk     | 2009      | 12                   |
| Dinamo Stavropol           | 2015      | 13                   |
| Alania-2 Vladikavkaz       | 2021      | 16                   |
| FK Iessentouki             | 2020      | 17                   |

#### Première phase
| Rang | Équipe                     | Pts | J  | G  | N  | P  | Bp | Bc | Diff |
| ---- | -------------------------- | --- | -- | -- | -- | -- | -- | -- | ---- |
| 1    | Tchernomorets Novorossiisk | 63  | 26 | 19 | 6  | 1  | 56 | 18 | +38  |
| 2    | Tchaïka Pestchanokopskoïe  | 55  | 26 | 16 | 7  | 3  | 40 | 10 | +30  |
| 3    | Rotor Volgograd R          | 52  | 26 | 14 | 8  | 4  | 47 | 19 | +28  |
| 4    | Biolog-Novokoubansk        | 46  | 26 | 13 | 7  | 6  | 35 | 24 | +11  |
| 5    | Forte Taganrog             | 45  | 26 | 12 | 9  | 5  | 52 | 22 | +30  |
| 6    | Kouban Holding Pavlovskaïa | 42  | 26 | 12 | 6  | 8  | 43 | 29 | +14  |
| 7    | Spartak Naltchik           | 37  | 26 | 10 | 7  | 9  | 36 | 30 | +6   |
| 8    | Droujba Maïkop             | 35  | 26 | 10 | 5  | 11 | 28 | 31 | -3   |
| 9    | SKA Rostov                 | 34  | 26 | 9  | 7  | 10 | 26 | 31 | -5   |
| 10   | Dinamo Stavropol           | 31  | 26 | 7  | 10 | 9  | 27 | 38 | -11  |
| 11   | Legion Makhatchkala        | 21  | 26 | 5  | 6  | 15 | 29 | 43 | -14  |
| 12   | Machouk-KMV Piatigorsk     | 21  | 26 | 5  | 6  | 15 | 27 | 47 | -20  |
| 13   | Alania-2 Vladikavkaz       | 13  | 26 | 2  | 7  | 17 | 21 | 53 | -32  |
| 14   | FK Iessentouki             | 5   | 26 | 1  | 2  | 23 | 7  | 79 | -72  |

Qualifications
- 1er à 6e : poule pour le titre
- 7e à 13e : poule de relégation
- 14e : abandon

Abréviations
- R : Relégué d'une division supérieure

1. ↑  Le 12 avril 2023, à trois tours de la fin du championnat, la Fédération de Russie de football révoque la licence du FK Iessentouki, suspecté notamment d'employer de faux joueurs dans son effectif[3].

#### Deuxième phase

##### Groupe de promotion
| Rang | Équipe                     | Pts | J  | G  | N  | P  | Bp | Bc | Diff |
| ---- | -------------------------- | --- | -- | -- | -- | -- | -- | -- | ---- |
| 1    | Tchernomorets Novorossiisk | 72  | 31 | 22 | 6  | 3  | 65 | 22 | +43  |
| 2    | Tchaïka Pestchanokopskoïe  | 65  | 31 | 19 | 8  | 4  | 40 | 13 | +27  |
| 3    | Rotor Volgograd R          | 64  | 31 | 18 | 8  | 5  | 56 | 23 | +33  |
| 4    | Forte Taganrog             | 50  | 31 | 13 | 11 | 7  | 42 | 26 | +16  |
| 5    | Kouban Holding Pavlovskaïa | 48  | 31 | 14 | 6  | 11 | 46 | 37 | +9   |
| 6    | Biolog-Novokoubansk        | 47  | 31 | 13 | 8  | 10 | 37 | 40 | -3   |

Qualifications
- 1er : promotion en deuxième division

Abréviations
- R : Relégué d'une division supérieure

##### Groupe de relégation
| Rang | Équipe                 | Pts | J  | G | N | P  | Bp | Bc | Diff |
| ---- | ---------------------- | --- | -- | - | - | -- | -- | -- | ---- |
| 7    | SKA Rostov             | 32  | 18 | 9 | 5 | 4  | 22 | 16 | +6   |
| 8    | Spartak Naltchik       | 32  | 18 | 9 | 5 | 4  | 35 | 18 | +17  |
| 9    | Legion Makhatchkala    | 32  | 18 | 9 | 5 | 4  | 35 | 14 | +21  |
| 10   | Droujba Maïkop         | 25  | 18 | 7 | 4 | 7  | 18 | 22 | -4   |
| 11   | Dinamo Stavropol       | 21  | 18 | 5 | 6 | 7  | 19 | 24 | -5   |
| 12   | Machouk-KMV Piatigorsk | 19  | 18 | 5 | 4 | 9  | 22 | 35 | -13  |
| 13   | Alania-2 Vladikavkaz   | 11  | 18 | 2 | 5 | 11 | 18 | 40 | -22  |

Qualifications
- 13e : relégation en quatrième division

### Groupe 2
Dinamo Saint-Pétersbourg
Iadro Saint-Pétersbourg
FK Leningradets
Zénith-2 Saint-Pétersbourg
Zvezda Saint-Pétersbourg
Dynamo-2 Moscou
Rodina-M Moscou
Tchertanovo Moscou
Torpedo-2 Moscou
Le groupe 2 est divisé en deux phases distinctes. La première voit les 22 participants être répartis en deux groupes de onze qui s'affrontent entre eux à deux reprises pour un total de vingt matchs joués pour chaque. À l'issue de ces rencontres, les six meilleures équipes de chaque groupe sont qualifiées pour la phase finale et s'affrontent à nouveau par deux fois pour déterminer le vainqueur de la poule.

#### Participants
Légende des couleurs
- Relégué d'une division supérieure
- Promu d'une division inférieure

| Club                           | D3 depuis | Classement 2021-2022 |
| ------------------------------ | --------- | -------------------- |
| Tekstilchtchik Ivanovo         | 2022      | 20 (D2)              |
| FK Tver (ru)                   | 2020      | 2                    |
| FK Leningradets                | 2018      | 3                    |
| FK Mourom                      | 2017      | 4                    |
| Zvezda Saint-Pétersbourg (en)  | 2019      | 7                    |
| Dynamo-2 Moscou                | 2020      | 8                    |
| Dinamo Saint-Pétersbourg       | 2021      | 10                   |
| Ienisseï-2 Krasnoïarsk         | 2021      | 11                   |
| Torpedo Vladimir               | 2013      | 13                   |
| Zénith-2 Saint-Pétersbourg     | 2019      | 15                   |
| Znamia Trouda Orekhovo-Zouïevo | 2007      | 16                   |
| Baltika-BDU Kaliningrad        | 2021      | 17                   |
| Tchertanovo Moscou             | 2021      | 18                   |
| Louki-Energia Velikié Louki    | 2017      | 19                   |
| Khimik Dzerjinsk               | 2021      | 21                   |
| Dinamo Vologda                 | 2022      | 1 (D4, Anneau d'or)  |
| Iadro Saint-Pétersbourg        | 2022      | 1 (D4, Nord-Ouest)   |
| Zorki Krasnogorsk              | 2022      | 3 (D4, Podmoskovié)  |
| Elektron Veliky Novgorod       | 2022      | 8 (D4, Nord-Ouest)   |
| Rodina-M Moscou                | 2022      | 2 (D5, Moscou)       |
| Spartak Kostroma               | 2022      | Refondation          |
| Torpedo-2 Moscou               | 2022      | Refondation          |

#### Première phase

##### Groupe A
| Rang | Équipe                        | Pts | J  | G  | N | P  | Bp | Bc | Diff |
| ---- | ----------------------------- | --- | -- | -- | - | -- | -- | -- | ---- |
| 1    | FK Leningradets               | 51  | 20 | 16 | 3 | 1  | 48 | 11 | +37  |
| 2    | Zvezda Saint-Pétersbourg (en) | 41  | 20 | 11 | 8 | 1  | 40 | 16 | +24  |
| 3    | Zorki Krasnogorsk P           | 32  | 20 | 9  | 5 | 6  | 32 | 21 | +11  |
| 4    | Baltika-BDU Kaliningrad       | 29  | 20 | 7  | 8 | 5  | 25 | 19 | +6   |
| 5    | Ienisseï-2 Krasnoïarsk        | 29  | 20 | 8  | 5 | 7  | 40 | 30 | +10  |
| 6    | Louki-Energia Velikié Louki   | 27  | 20 | 8  | 3 | 9  | 23 | 30 | -7   |
| 7    | Zénith-2 Saint-Pétersbourg    | 27  | 20 | 7  | 6 | 7  | 31 | 31 | 0    |
| 8    | Dinamo Saint-Pétersbourg      | 23  | 20 | 5  | 8 | 7  | 24 | 24 | 0    |
| 9    | Iadro Saint-Pétersbourg P     | 14  | 20 | 3  | 6 | 11 | 25 | 35 | -10  |
| 10   | Rodina-M Moscou P             | 13  | 20 | 3  | 4 | 13 | 13 | 44 | -31  |
| 11   | Elektron Veliky Novgorod P    | 13  | 20 | 3  | 4 | 13 | 13 | 53 | -40  |

Qualifications
- 1er à 6e : poule pour le titre
- 7e à 11e : poule de relégation

Abréviations
- P : Promu d'une division inférieure

##### Groupe B
| Rang | Équipe                         | Pts | J  | G  | N | P  | Bp | Bc | Diff |
| ---- | ------------------------------ | --- | -- | -- | - | -- | -- | -- | ---- |
| 1    | Tekstilchtchik Ivanovo R       | 42  | 20 | 13 | 3 | 4  | 40 | 15 | +25  |
| 2    | FK Mourom                      | 39  | 20 | 12 | 3 | 5  | 34 | 14 | +20  |
| 3    | Tchertanovo Moscou             | 36  | 20 | 11 | 3 | 6  | 38 | 25 | +13  |
| 4    | Spartak Kostroma P             | 29  | 20 | 8  | 5 | 7  | 28 | 25 | +3   |
| 5    | Torpedo Vladimir               | 28  | 20 | 8  | 4 | 8  | 24 | 31 | -7   |
| 6    | Dinamo Vologda P               | 27  | 20 | 8  | 3 | 9  | 21 | 30 | -9   |
| 7    | Torpedo-2 Moscou P             | 27  | 20 | 7  | 6 | 7  | 20 | 27 | -7   |
| 8    | Dynamo-2 Moscou                | 24  | 20 | 7  | 3 | 10 | 26 | 34 | -8   |
| 9    | FK Tver (ru)                   | 22  | 20 | 6  | 4 | 10 | 21 | 22 | -1   |
| 10   | Khimik Dzerjinsk               | 21  | 20 | 5  | 6 | 9  | 20 | 25 | -5   |
| 11   | Znamia Trouda Orekhovo-Zouïevo | 13  | 20 | 3  | 4 | 13 | 14 | 38 | -24  |

Qualifications
- 1er à 6e : poule pour le titre
- 7e à 11e : poule de relégation

Abréviations
- P : Promu d'une division inférieure
- R : Relégué d'une division supérieure

#### Deuxième phase

##### Groupe de promotion
| Rang | Équipe                        | Pts | J  | G  | N | P  | Bp | Bc | Diff |
| ---- | ----------------------------- | --- | -- | -- | - | -- | -- | -- | ---- |
| 1    | FK Leningradets               | 50  | 22 | 15 | 5 | 2  | 41 | 12 | +29  |
| 2    | FK Mourom                     | 40  | 22 | 12 | 4 | 6  | 39 | 26 | +13  |
| 3    | Spartak Kostroma P            | 38  | 22 | 11 | 5 | 6  | 31 | 22 | +9   |
| 4    | Tekstilchtchik Ivanovo R      | 36  | 22 | 10 | 6 | 6  | 37 | 20 | +17  |
| 5    | Tchertanovo Moscou            | 35  | 22 | 10 | 5 | 7  | 38 | 28 | +10  |
| 6    | Torpedo Vladimir              | 32  | 22 | 9  | 5 | 8  | 26 | 33 | -7   |
| 7    | Zorki Krasnogorsk P           | 28  | 22 | 7  | 7 | 8  | 29 | 31 | -2   |
| 8    | Dinamo Vologda P              | 27  | 22 | 7  | 6 | 9  | 24 | 36 | -12  |
| 9    | Zvezda Saint-Pétersbourg (en) | 25  | 22 | 6  | 7 | 9  | 30 | 33 | -3   |
| 10   | Baltika-BDU Kaliningrad       | 24  | 22 | 6  | 6 | 10 | 17 | 25 | -8   |
| 11   | Louki-Energia Velikié Louki   | 16  | 22 | 4  | 4 | 14 | 16 | 42 | -26  |
| 12   | Ienisseï-2 Krasnoïarsk        | 13  | 22 | 3  | 4 | 15 | 31 | 51 | -20  |

Qualifications
- 1er : promotion en deuxième division

Abréviations
- P : Promu d'une division inférieure
- R : Relégué d'une division supérieure

##### Groupe de relégation
| Rang | Équipe                         | Pts | J  | G  | N | P  | Bp | Bc | Diff |
| ---- | ------------------------------ | --- | -- | -- | - | -- | -- | -- | ---- |
| 13   | Zénith-2 Saint-Pétersbourg     | 36  | 18 | 10 | 6 | 2  | 35 | 20 | +15  |
| 14   | Dinamo Saint-Pétersbourg       | 32  | 18 | 9  | 5 | 4  | 28 | 21 | +7   |
| 15   | Khimik Dzerjinsk               | 30  | 18 | 8  | 6 | 4  | 26 | 17 | +9   |
| 16   | Torpedo-2 Moscou P             | 26  | 18 | 7  | 5 | 6  | 28 | 21 | +7   |
| 17   | Dynamo-2 Moscou                | 26  | 18 | 7  | 5 | 6  | 30 | 18 | +12  |
| 18   | FK Tver (ru)                   | 24  | 18 | 7  | 3 | 8  | 24 | 20 | +4   |
| 19   | Rodina-M Moscou P              | 23  | 18 | 6  | 5 | 7  | 18 | 26 | -8   |
| 20   | Znamia Trouda Orekhovo-Zouïevo | 21  | 18 | 5  | 6 | 7  | 20 | 26 | -6   |
| 21   | Iadro Saint-Pétersbourg P      | 15  | 18 | 3  | 4 | 11 | 22 | 30 | -8   |
| 22   | Elektron Veliky Novgorod P     | 14  | 18 | 4  | 2 | 12 | 16 | 48 | -32  |

Qualifications
- 20e à 22e : relégation en quatrième division

Abréviations
- P : Promu d'une division inférieure

### Groupe 3
Rodina-2 Moscou
Stroguino Moscou
Sakhalinets Moscou
Le groupe 3 est divisé en deux phases distinctes. La première voit les 24 participants être répartis en deux groupes de douze qui s'affrontent entre eux à deux reprises pour un total de 22 matchs joués pour chaque. À l'issue de ces rencontres, les six meilleures équipes de chaque groupe sont qualifiées pour la phase finale et s'affrontent à nouveau par deux fois pour déterminer le vainqueur de la poule.

#### Participants
Légende des couleurs
- Relégué d'une division supérieure
- Promu d'une division inférieure

| Club                        | D3 depuis | Classement 2021-2022 |
| --------------------------- | --------- | -------------------- |
| Metallourg Lipetsk          | 2022      | 19 (D2)              |
| Sokol Saratov               | 1998      | 2                    |
| Dinamo Briansk              | 2021      | 3                    |
| Saliout Belgorod            | 2018      | 4                    |
| Stroguino Moscou            | 2013      | 5                    |
| Dinamo Vladivostok          | 2021      | 6                    |
| Avangard Koursk             | 2020      | 8                    |
| FK Khimki-M                 | 2018      | 9                    |
| FK Riazan                   | 2010      | 10                   |
| SKA-Khabarovsk-2            | 2021      | 11                   |
| Peresvet Domodedovo         | 2021      | 12                   |
| Zénith Penza                | 2021      | 13                   |
| Sakhaline Ioujno-Sakhalinsk | 2016      | 14                   |
| FK Kalouga                  | 2010      | 15                   |
| Arsenal-2 Toula             | 2021      | 16                   |
| Kvant Obninsk (en)          | 2018      | 17                   |
| Znamia Noguinsk             | 2020      | 18                   |
| Saturn Ramenskoïe           | 2016      | 19                   |
| FK Kolomna                  | 2013      | 22                   |
| FK Balachikha               | 2022      | 1 (D4, Podmoskovié)  |
| Sakhalinets Moscou          | 2022      | 3 (D4, Moscou)       |
| Spartak Tambov              | 2022      | 4 (D4, Centre)       |
| Rodina-2 Moscou             | 2022      | 9 (D4, Moscou)       |
| Kosmos Dolgoproudny         | 2022      | Fondation            |

#### Première phase

##### Groupe A
| Rang | Équipe                      | Pts | J  | G  | N | P  | Bp | Bc | Diff |
| ---- | --------------------------- | --- | -- | -- | - | -- | -- | -- | ---- |
| 1    | Dinamo Briansk              | 49  | 22 | 15 | 4 | 3  | 30 | 9  | +21  |
| 2    | Avangard Koursk             | 38  | 22 | 10 | 8 | 4  | 39 | 24 | +15  |
| 3    | Metallourg Lipetsk R        | 37  | 22 | 11 | 4 | 7  | 29 | 21 | +8   |
| 4    | Rodina-2 Moscou P           | 37  | 22 | 10 | 7 | 5  | 34 | 17 | +17  |
| 5    | Sakhalinets Moscou P        | 36  | 22 | 11 | 3 | 8  | 36 | 26 | +10  |
| 6    | FK Riazan                   | 29  | 22 | 7  | 8 | 7  | 21 | 21 | 0    |
| 7    | Stroguino Moscou            | 28  | 22 | 7  | 7 | 8  | 22 | 25 | -3   |
| 8    | Arsenal-2 Toula             | 28  | 22 | 8  | 4 | 10 | 34 | 36 | -2   |
| 9    | Spartak Tambov P            | 26  | 22 | 7  | 5 | 10 | 20 | 30 | -10  |
| 10   | Kvant Obninsk (en)          | 21  | 22 | 6  | 3 | 13 | 22 | 40 | -18  |
| 11   | Sakhaline Ioujno-Sakhalinsk | 20  | 22 | 6  | 2 | 14 | 23 | 44 | -21  |
| 12   | Peresvet Domodedovo         | 18  | 22 | 5  | 3 | 14 | 22 | 39 | -17  |

Qualifications
- 1er à 6e : poule pour le titre
- 7e à 12e : poule de relégation

Abréviations
- P : Promu d'une division inférieure
- R : Relégué d'une division supérieure

##### Groupe B
| Rang | Équipe                | Pts | J  | G  | N | P  | Bp | Bc | Diff |
| ---- | --------------------- | --- | -- | -- | - | -- | -- | -- | ---- |
| 1    | Saliout Belgorod      | 44  | 22 | 13 | 5 | 4  | 46 | 19 | +27  |
| 2    | FK Kalouga            | 44  | 22 | 14 | 2 | 6  | 32 | 23 | +9   |
| 3    | Sokol Saratov         | 43  | 22 | 13 | 4 | 5  | 25 | 16 | +9   |
| 4    | Kosmos Dolgoproudny P | 39  | 22 | 12 | 3 | 7  | 54 | 27 | +27  |
| 5    | Saturn Ramenskoïe     | 37  | 22 | 11 | 4 | 7  | 35 | 27 | +8   |
| 6    | Dinamo Vladivostok    | 36  | 22 | 11 | 3 | 8  | 34 | 23 | +11  |
| 7    | FK Khimki-M           | 30  | 22 | 9  | 3 | 10 | 41 | 35 | +6   |
| 8    | FK Kolomna            | 27  | 22 | 8  | 3 | 11 | 29 | 44 | -15  |
| 9    | Znamia Noguinsk       | 25  | 22 | 7  | 4 | 11 | 23 | 35 | -12  |
| 10   | SKA-Khabarovsk-2      | 20  | 22 | 5  | 5 | 12 | 26 | 38 | -12  |
| 11   | Zénith Penza          | 17  | 22 | 4  | 5 | 13 | 20 | 41 | -21  |
| 12   | FK Balachikha P       | 13  | 22 | 4  | 1 | 18 | 13 | 50 | -37  |

Qualifications
- 1er à 6e : poule pour le titre
- 7e à 12e : poule de relégation

Abréviations
- P : Promu d'une division inférieure

#### Deuxième phase

##### Groupe de promotion
| Rang | Équipe                | Pts | J  | G  | N | P  | Bp | Bc | Diff |
| ---- | --------------------- | --- | -- | -- | - | -- | -- | -- | ---- |
| 1    | Sokol Saratov         | 46  | 22 | 15 | 1 | 6  | 29 | 17 | +12  |
| 2    | Dinamo Briansk        | 38  | 22 | 11 | 5 | 6  | 25 | 12 | +13  |
| 3    | Rodina-2 Moscou P     | 36  | 22 | 10 | 6 | 6  | 30 | 19 | +11  |
| 4    | Saliout Belgorod      | 35  | 22 | 10 | 5 | 7  | 33 | 19 | +14  |
| 5    | Avangard Koursk       | 34  | 22 | 9  | 7 | 6  | 36 | 22 | +14  |
| 6    | Metallourg Lipetsk R  | 34  | 22 | 10 | 4 | 8  | 29 | 30 | -1   |
| 7    | FK Kalouga            | 33  | 22 | 10 | 3 | 9  | 28 | 33 | -5   |
| 8    | Dinamo Vladivostok    | 26  | 22 | 7  | 5 | 10 | 22 | 29 | -7   |
| 9    | FK Riazan             | 25  | 22 | 6  | 7 | 9  | 20 | 30 | -10  |
| 10   | Kosmos Dolgoproudny P | 22  | 22 | 6  | 4 | 12 | 27 | 27 | 0    |
| 11   | Saturn Ramenskoïe     | 20  | 22 | 5  | 5 | 12 | 25 | 44 | -19  |
| 12   | Sakhalinets Moscou P  | 19  | 22 | 5  | 4 | 13 | 20 | 42 | -22  |

Qualifications
- 1er : promotion en deuxième division

Abréviations
- P : Promu d'une division inférieure
- R : Relégué d'une division supérieure

##### Groupe de relégation
| Rang | Équipe                      | Pts | J  | G  | N | P  | Bp | Bc | Diff |
| ---- | --------------------------- | --- | -- | -- | - | -- | -- | -- | ---- |
| 13   | Znamia Noguinsk             | 42  | 22 | 13 | 3 | 6  | 41 | 25 | +16  |
| 14   | Stroguino Moscou            | 41  | 22 | 12 | 5 | 5  | 39 | 22 | +17  |
| 15   | FK Khimki-M                 | 39  | 22 | 11 | 6 | 5  | 45 | 29 | +16  |
| 16   | Sakhaline Ioujno-Sakhalinsk | 37  | 22 | 11 | 3 | 7  | 35 | 27 | +8   |
| 17   | Arsenal-2 Toula             | 33  | 22 | 10 | 3 | 9  | 44 | 25 | +19  |
| 18   | Spartak Tambov P            | 33  | 22 | 9  | 6 | 7  | 33 | 32 | +1   |
| 19   | SKA-Khabarovsk-2            | 29  | 22 | 8  | 5 | 9  | 28 | 27 | +1   |
| 20   | FK Kolomna                  | 28  | 22 | 8  | 4 | 10 | 31 | 45 | -14  |
| 21   | Kvant Obninsk (en)          | 26  | 22 | 7  | 5 | 10 | 29 | 36 | -7   |
| 22   | Zénith Penza                | 24  | 22 | 6  | 6 | 10 | 26 | 29 | -3   |
| 23   | Peresvet Domodedovo         | 19  | 22 | 5  | 4 | 13 | 27 | 49 | -22  |
| 24   | FK Balachikha P             | 18  | 22 | 5  | 3 | 14 | 21 | 53 | -32  |

Qualifications
- 22e à 24e : relégation en quatrième division

Abréviations
- P : Promu d'une division inférieure

### Groupe 4
Le groupe 4 est divisé en deux phases distinctes. La première voit les 12 participants s'opposer à deux reprises pour un total de vingt-deux matchs joués pour chaque. À l'issue de ces rencontres, les six meilleures équipes sont qualifiées pour la phase finale et s'affrontent à nouveau par deux fois pour déterminer le vainqueur de la poule.

#### Participants
Légende des couleurs
- Promu d'une division inférieure

| Club                   | D3 depuis | Classement 2021-2022 |
| ---------------------- | --------- | -------------------- |
| FK Tcheliabinsk        | 1998      | 2                    |
| FK Tioumen             | 2019      | 3                    |
| Amkar Perm             | 2021      | 5                    |
| FK Novossibirsk        | 2019      | 6                    |
| Oural-2 Iekaterinbourg | 2017      | 7                    |
| Irtych Omsk            | 2021      | 8                    |
| Torpedo Miass (ru)     | 2021      | 9                    |
| FK Orenbourg-2         | 2020      | 11                   |
| Dinamo Barnaoul        | 2014      | 12                   |
| Nosta Novotroïtsk      | 2010      | 13                   |
| Zénith Ijevsk          | 2011      | 14                   |
| Khimik-Avgust Vournary | 2022      | 1 (D4, Privoljié)    |

#### Première phase
| Rang | Équipe                   | Pts | J  | G  | N  | P  | Bp | Bc | Diff |
| ---- | ------------------------ | --- | -- | -- | -- | -- | -- | -- | ---- |
| 1    | FK Tioumen               | 49  | 22 | 14 | 7  | 1  | 44 | 15 | +29  |
| 2    | Irtych Omsk              | 42  | 22 | 12 | 6  | 4  | 33 | 17 | +16  |
| 3    | Amkar Perm               | 42  | 22 | 13 | 3  | 6  | 38 | 24 | +14  |
| 4    | FK Tcheliabinsk          | 39  | 22 | 11 | 6  | 5  | 36 | 19 | +17  |
| 5    | FK Novossibirsk          | 29  | 22 | 6  | 11 | 5  | 26 | 28 | -2   |
| 6    | Torpedo Miass (ru)       | 28  | 22 | 8  | 4  | 10 | 23 | 33 | -10  |
| 7    | Dinamo Barnaoul          | 28  | 22 | 8  | 4  | 10 | 37 | 35 | +2   |
| 8    | Zénith Ijevsk            | 24  | 22 | 5  | 9  | 8  | 32 | 35 | -3   |
| 9    | FK Orenbourg-2           | 23  | 22 | 5  | 8  | 9  | 22 | 43 | -21  |
| 10   | Khimik-Avgust Vournary P | 20  | 22 | 6  | 2  | 14 | 20 | 41 | -21  |
| 11   | Oural-2 Iekaterinbourg   | 19  | 22 | 4  | 7  | 11 | 25 | 36 | -11  |
| 12   | Nosta Novotroïtsk        | 16  | 22 | 3  | 7  | 12 | 23 | 33 | -10  |

Qualifications
- 1er à 6e : poule pour le titre
- 7e à 11e : poule de relégation

Abréviations
- P : Promu d'une division inférieure

#### Deuxième phase

##### Groupe de promotion
| Rang | Équipe             | Pts | J  | G  | N  | P  | Bp | Bc | Diff |
| ---- | ------------------ | --- | -- | -- | -- | -- | -- | -- | ---- |
| 1    | FK Tioumen         | 60  | 27 | 17 | 9  | 1  | 58 | 18 | +40  |
| 2    | Irtych Omsk        | 51  | 27 | 14 | 9  | 4  | 40 | 22 | +18  |
| 3    | Amkar Perm         | 47  | 27 | 14 | 5  | 8  | 43 | 31 | +12  |
| 4    | FK Tcheliabinsk    | 41  | 27 | 11 | 8  | 8  | 38 | 30 | +8   |
| 5    | FK Novossibirsk    | 34  | 27 | 7  | 13 | 7  | 29 | 33 | -4   |
| 6    | Torpedo Miass (ru) | 33  | 27 | 8  | 9  | 10 | 27 | 37 | -10  |

Qualifications
- 1er : promotion en deuxième division

##### Groupe de relégation
| Rang | Équipe                   | Pts | J  | G | N | P | Bp | Bc | Diff |
| ---- | ------------------------ | --- | -- | - | - | - | -- | -- | ---- |
| 7    | Dinamo Barnaoul          | 26  | 15 | 8 | 2 | 5 | 30 | 24 | +6   |
| 8    | Zénith Ijevsk            | 24  | 15 | 6 | 6 | 3 | 24 | 16 | +8   |
| 9    | Khimik-Avgust Vournary P | 24  | 15 | 7 | 3 | 5 | 22 | 21 | +1   |
| 10   | FK Orenbourg-2           | 21  | 15 | 5 | 6 | 4 | 22 | 24 | -2   |
| 11   | Nosta Novotroïtsk        | 14  | 15 | 3 | 5 | 7 | 19 | 25 | -6   |
| 12   | Oural-2 Iekaterinbourg   | 13  | 15 | 3 | 4 | 8 | 18 | 24 | -6   |

Qualifications
- 11e et 12e : relégation en quatrième division

Abréviations
- P : Promu d'une division inférieure